# Daequan Cook
Daequan Cook (Dayton, Ohio, 28 de abril de 1987) es un jugador de baloncesto estadounidense que se encuentra sin equipo. Con 1,93 metros de estatura, juega en la posición de escolta.

## Carrera

### High School
Cook asistió al Instituto Dunbar en Dayton, Ohio, donde lideró a su equipo en su año sénior al campeonato estatal de la Ohio Division II promediando 25 puntos por encuentro y consiguiendo un balance de 26-2 con los Wolverines. En dos partidos en el Ohio State's Value City Arena, Cook promedió 24.5 puntos, 6 rebotes, 5 asistencias y 3.5 robos de balón en 30.5 minutos de juego. Como sophomore fue elegido en el tercer mejor quinteto de la Ohio Division II y en 2006 en el McDonald's All-American Team. En este partido, jugando con el equipo del Oeste, Cook anotó 17 puntos con un 5 de 9 en triples.

### Universidad
En su única temporada en la Universidad de Ohio State, finalizó cuarto en anotación del equipo con 9.8 puntos y tercero en rebotes con 4.3 por partido, anotando en dobles figuras en 14 ocasiones y 20 puntos o más en seis encuentros. Obtuvo un porcentaje en triples del 42%, con 54 anotados de 130 intentados, y dos dobles-dobles. Fue nombrado mejor sexto hombre de la Big Ten Conference por los entrenadores de la liga y en el mejor quinteto de la conferencia. El 20 de abril de 2007 se declaró elegible para el Draft de la NBA junto con sus compañeros de equipo Greg Oden y Mike Conley, Jr.

### Profesional

#### NBA
Cook fue seleccionado por Philadelphia 76ers en la 21.ª posición del Draft de 2007, siendo inmediatamente traspasado a Miami Heat junto con dinero a cambio de los derechos de Jason Smith.
Fue campeón del concurso de Triples del All-Star Weekend de 2009 al ganar en la final a Rashard Lewis. 
Tras tres temporadas en Miami, el 23 de junio de 2010, fue traspasado a Oklahoma City Thunder junto con la 18.ª elección del Draft de 2010 a cambio de la 32.ª elección.
Después de dos temporadas en Oklahoma, el 27 de octubre de 2012, fue traspasado junto a James Harden, Cole Aldrich, y Lazar Hayward a los Houston Rockets a cambio de Kevin Martin y Jeremy Lamb. Apenas jugó 16 encuentros con los Rockets antes de ser cortado el 2 de enero de 2013. Cuatro días después, el 6 de enero, firmó con Chicago Bulls hasta final de temporada.

#### Europa
[actualizar]

#### Asia
En diciembre de 2016 firma con el Chemidor Tehran de la Superliga de Irán.
El 9 de agosto de 2017 firma con el Ironi Nes Ziona B.C. de la Ligat ha'Al israelí.
Tras tres temporadas en Ness Tziona, el 24 de agosto de 2020, firma con el Hapoel Tel Aviv, pero es cortado el 6 de septiembre sustituyéndole por Jon Diebler.

## Estadísticas de su carrera en la NBA

### Temporada regular
| Año     | Equipo        | PJ  | PT | MPP  | %TC  | %3P  | %TL  | RPP | APP | ROB | TPP | PPP |
| ------- | ------------- | --- | -- | ---- | ---- | ---- | ---- | --- | --- | --- | --- | --- |
| 2007-08 | Miami         | 59  | 19 | 24.4 | .381 | .332 | .825 | 3.0 | 1.3 | .4  | .2  | 8.8 |
| 2008-09 | Miami         | 75  | 4  | 24.4 | .375 | .387 | .875 | 2.5 | .9  | .5  | .1  | 9.1 |
| 2009-10 | Miami         | 45  | 3  | 15.4 | .320 | .317 | .840 | 1.8 | 1.0 | .3  | .2  | 5.0 |
| 2010-11 | Oklahoma City | 43  | 0  | 13.9 | .436 | .422 | .800 | 1.7 | .5  | .3  | .0  | 5.6 |
| 2011-12 | Oklahoma City | 57  | 22 | 17.4 | .368 | .346 | .636 | 2.1 | .3  | .4  | .2  | 5.5 |
| 2012-13 | Houston       | 16  | 1  | 10.3 | .356 | .367 | .667 | 1.1 | .6  | .4  | .1  | 3.4 |
| 2012-13 | Chicago       | 33  | 0  | 8.4  | .278 | .246 | .778 | 1.3 | .3  | .1  | .2  | 2.5 |
| Total   | Total         | 328 | 49 | 18.3 | .369 | .359 | .813 | 2.1 | .7  | .4  | .1  | 6.4 |

### Playoffs
| Año   | Equipo        | PJ | PT | MPP  | %TC  | %3P  | %TL   | RPP | APP | ROB | TPP | PPP |
| ----- | ------------- | -- | -- | ---- | ---- | ---- | ----- | --- | --- | --- | --- | --- |
| 2009  | Miami         | 7  | 0  | 23.0 | .310 | .300 | 1.000 | 2.4 | .6  | .3  | .0  | 5.3 |
| 2011  | Oklahoma City | 17 | 0  | 11.5 | .393 | .348 | 1.000 | 1.6 | .1  | .2  | .0  | 3.8 |
| 2012  | Oklahoma City | 16 | 0  | 6.8  | .378 | .333 | .000  | .6  | .3  | .2  | .0  | 2.3 |
| 2013  | Chicago       | 6  | 0  | 6.0  | .100 | .125 | .000  | .5  | .7  | .2  | .0  | .5  |
| Total | Total         | 46 | 0  | 10.9 | .345 | .315 | .750  | 1.2 | .3  | .2  | .0  | 3.0 |